# Hillsdale n.º 440
Hillsdale n.º 440 es un municipio rural canadiense situado en la provincia de Saskatchewan.

## Superficie
Hillsdale n.º 440 tiene una superficie de 1014,77 km².

## Demografía
En 2021, tenía 528 habitantes, una densidad poblacional de 0,5 hab./km², y 181 viviendas.